# Rafael Cardona Salazar
Rafael Antonio Cardona Salazar, alias Rafico o Rafa (Colombia, 1946-Envigado, 4 de diciembre de 1987), fue un narcotraficante colombiano, miembro del Cartel de Medellín.

## Biografía
Era el representante del Cartel de Medellín en Estados Unidos, junto al neoyorquino Max Mermelstein. Mermelstein terminaría como testigo contra el Cartel de Medellín. Cardona era asociado de los Ochoa Vásquez y amigo del círculo personal de Griselda Blanco. Era reconocido por ser consumidor de bazuco.  Asesinó al narcotraficante Antonio Arles Vargas, alias ‘El Chino’, en 1978. En 1979 fue solicitado en extradición.
Participó en el asesinato de Barry Seal, informante de la DEA contra el Cartel de Medellín. Colaboró con el Cartel de Cali en la captura de Jorge Luis Ochoa en 1987, ya que este sostenía una relación amorosa con su esposa.

## Asesinato
Fue asesinado en un concesionario de su propiedad en Envigado, junto a su secretaria, por sicarios disfrazados del Ejército Nacional que desarmaron a sus escoltas, y lo asesinaron con ráfagas de ametralladoras. Fue asesinado por orden del narcotraficante Jorge González.